# Stazione di Amorosi-Melizzano
La stazione di Amorosi-Melizzano è una stazione ferroviaria a servizio dei comuni di Amorosi e Melizzano, in provincia di Benevento. La stazione è ubicata sulla linea Napoli-Foggia.

## Storia
Venne costruita nel 1886 dal comune con una spesa di tredicimila lire.
Fino al 1941 la stazione era denominata semplicemente «Amorosi»; in tale anno assunse la nuova denominazione di «Amorosi-Melizzano».

## Strutture ed impianti
La stazione presenta due binari ed un tronchino che però è stato rimosso.

## Movimento
La stazione è servita da alcuni treni regionali operati da Trenitalia, e risulta impresenziata dalla fine degli anni '90.
Lo scalo merci è stato abolito verso la metà degli anni '80, in conseguenza dell'ormai inesistente movimento.

## Servizi
La fermata dispone di bar.